# Törvény előtti egyenlőség

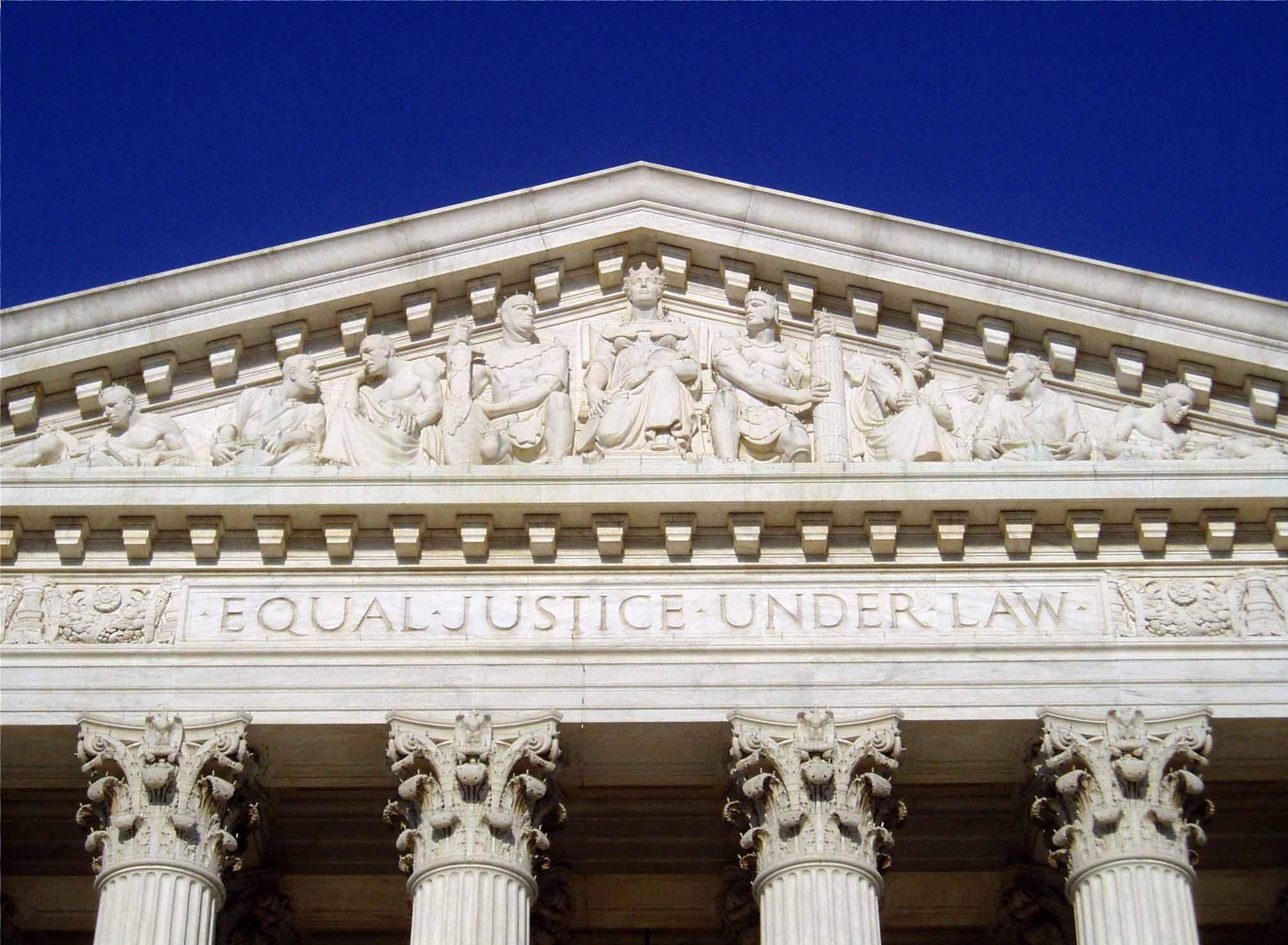
Az Egyesült Államok Legfelsőbb Bíróságának (U.S. Supreme Court) épülete. A nyugati homlokzaton található az "Equal justice under law" felirat.

A törvény előtti egyenlőség vagy angolul Equal justice under law kifejezés az Amerikai Egyesült Államok Legfelsőbb Bírósága épületén található, Washington városban. A kifejezést feltehetően 1932-ben alkotta meg az építésziroda, amely a legfelsőbb bíróság épületét tervezte. Az Egyesült Államok akkor Főbírója (Chief Justice) Charles Evans Hughes hagyta jóvá a feliratot, illetve utána a legfelsőbb bíróság épületének munkálatait felügyelő bizottság, amelynek elnöke Hughes volt.
Az "Equal Justice Under Law" kifejezést azonban korábban már használta egy főbíró: Melville Fuller. 1891-ben a Caldwell vs. Texas perhez, illetve az alkotmány tizennegyedik kiegészítéséről írta a következő véleményt:
A Tizennegyedik kiegészítés értelmében az egyes Államok hatáskörét semmi sem csorbítja a határaikon belül elkövetett bűncselekményekkel szembeni fellépésben, de egyik Állam sem tagadhatja meg egy személytől, vagy személyek egy csoportjától, a törvény előtti egyenlő és méltányos eljárást.
Az épület homlokzatára sem ez a mondat, sem ennek utolsó hét szava (equal and impartial justice under the law) nem fért volna el, ezért döntött az építésziroda a rövidített változat létrehozása mellett.
Az eredeti, 1891-es vélemény után azonban a Legfelsőbb Bíróság úgy döntött, hogy a Tizennegyedik alkotmánymódosítás, és különösen a büntetőeljárásról szóló része (Due Process Clause), mégiscsak korlátozza az egyes Államok hatáskörét a büntetőeljárásokban.

## Periklész gyászbeszéde

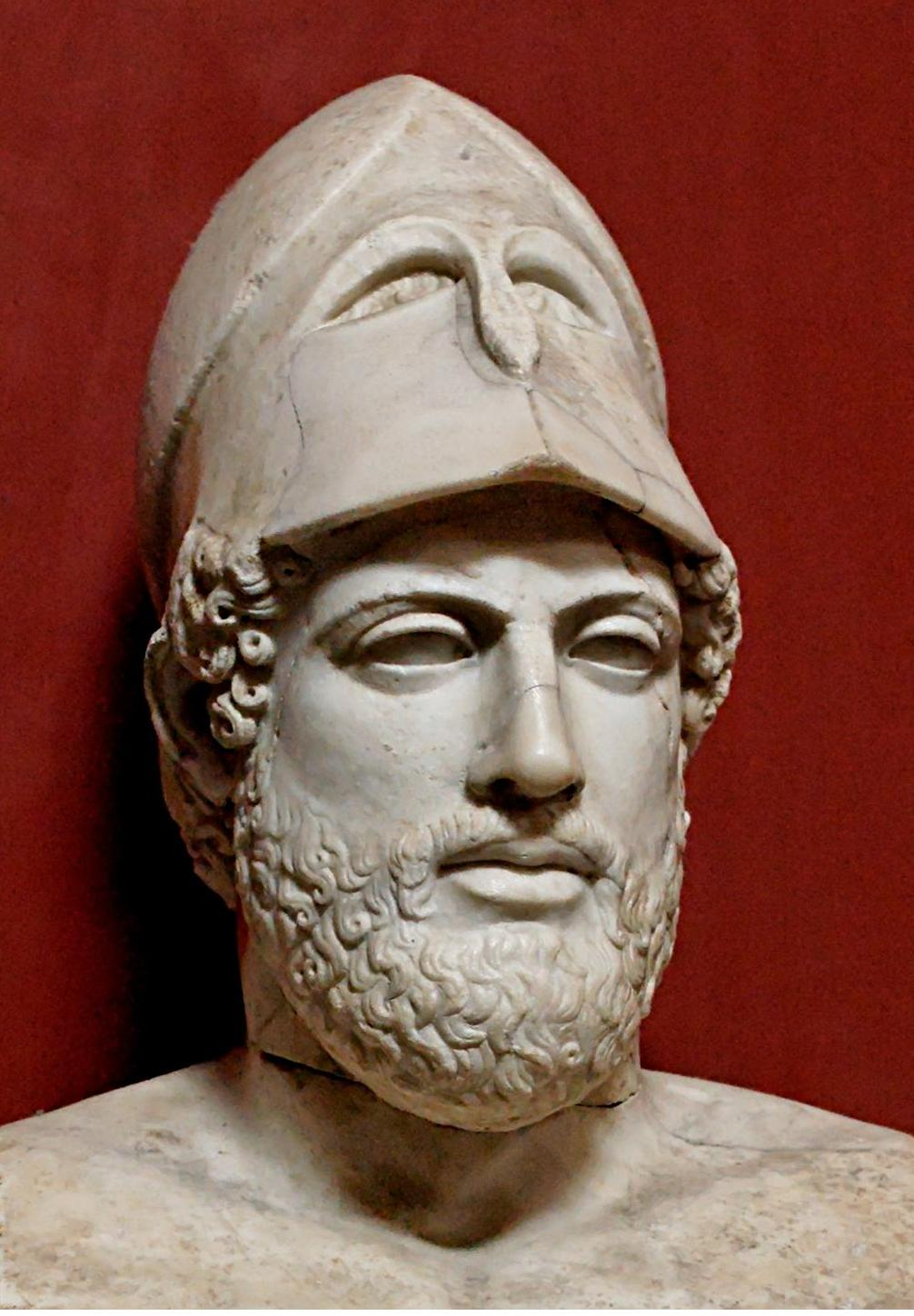
Periklész görög államférfi mellszobra (görög eredeti római másolata)

A törvény előtti egyenlőség gondolata nem új és nem az Egyesült Államokból ered, hanem a nyugati civilizáció egyik bölcsőjében is már felmerült: Kr.e. 430-ban az athéni államférfi, Periklész gyászbeszédében is szó volt erről az elképzelésről:
Olyan alkotmánnyal élünk, amely nem igazodik szomszédaink törvényei után, s inkább mi magunk szolgálunk például, mintsem hogy utánoznánk másokat. A neve pedig, mivel nem kevesekre, hanem a többségre támaszkodik: demokrácia. Törvényeink szerint a személyes ügyeket tekintve, mindenki egyenjogú, de ami a megbecsülést illeti, hogy a közösség előtt kinek miben van jó híre, itt nem a társadalmi helyzet, hanem a kiválóság ér többet, és ha valaki olyasmire képes, ami a város javára van, szegény sorsa és így jelentéktelen társadalmi rangja nem áll útjában. A szabadság szellemében intézzük el közügyeinket, és mindennapi tevékenységeink során nem válunk gyanakvókká egymással szemben, nem haragudva meg szomszédunkra, ha egyszer a maga kedve szerint cselekszik, és nem öltve szemrehányó tekintetet, ami, bár nem büntetés, mégis rosszul esik neki. Ilyen nyíltszívűek vagyunk a magunk közötti érintkezésben, azt azonban, amit az állam parancsolt, elsősorban tiszteletből nem merjük áthágni, engedelmeskedve azoknak, akik éppen az élen állnak, és a törvényeknek, különösképpen azoknak, amelyek az igazságtalansággal sújtottakat védik, és azoknak, amelyek bár íratlanok, megsértésüket gyalázatnak tekinti.
Thuküdidész : Peloponnészoszi háború II.37. (Periklész gyászbeszéde)

## Az Egyesült Államok alkotmánya
Az 1787-ben megszövegezett alkotmány is utal erre a gondolatra: a III. cikk 2. § (A bírói hatalom kiterjed a törvény és méltányosság (equity) alá tartozó minden ügyre) és a 14. alkotmánymódosítás 1. § (...törvénykezés során az államok senkitôl nem tagadhatják meg a törvények nyújtotta egyenlô jogvédelmet.) is említi a törvény előtti egyenlőséget.

## Emberi és polgári jogok nyilatkozata
A francia forradalom egyik meghatározó dokumentuma, az 1789. augusztus 26-án elfogadott Emberi és polgári jogok nyilatkozata is hivatkozik a törvény előtti egyenlőségre, közvetlenül utalva vissza Periklész gondolataira:
VI. „… A törvény egyformán törvény mindenki számára, akár védelmez, akár büntet; és mivelhogy a törvény előtt minden polgár egyenlő, tehát minden polgár egyformán alkalmazható minden közhivatalra, állásra és méltóságra, erényeik és képességeik különbözőségén kívül egyéb különbséget nem ismerve.”